# L'Honneur d'un Marine
Pour plus de détails, voir Fiche technique et Distribution.
L'Honneur d'un Marine (Taking Chance) est un téléfilm américain réalisé par Ross Katz et diffusé en février 2009.

## Synopsis
En avril 2004, le lieutenant-colonel Michel Strobl, du corps des Marines, a lu par hasard sur une liste de pertes militaires américaines en Irak le nom du caporal Chance : un jeune Marine tombé au combat à Al-Anbar. Strobl, vétéran de Tempête du désert et comptant 17 ans de service, demande à escorter le rapatriement de la dépouille de Chance aux États-Unis.
L'histoire est tirée de faits réels. Habituellement, ce devoir d'escorte est dévolu à un sous-officier.

## Fiche technique
- Titre original : Taking Chance
- Réalisation : Ross Katz
- Scénario : Michael Strobl et Ross Katz, d'après le journal de Michael Strobl
- Photographie : Alar Kivilo
- Montage : Brian A. Kates et Lee Percy
- Distribution des rôles : Ann Goulder
- Direction artistique : James Donahue
- Décors : Dan Leigh; Ron von Blomberg (décors de plateau)
- Costumes : David C. Robinson
- Musique : Marcelo Zavos
- Production : Lori Keith Douglas
- Sociétés de production : HBO Films, Civil Dawn Pictures et Motion Picture Corporation of America
- Format : Couleur – 35 mm – 1,85:1 — Son Dolby Digital
- Pays :  États-Unis
- Langue : anglais
- Genre : Drame, guerre[1]
- Durée : 77 minutes

## Distribution
- Kevin Bacon (V.F. : Loïc Houdré) : lieutenant-colonel Mike Strobl
- Tom Aldredge : Charlie Fitts
- Nicholas Art : Nate Strobl
- Blanche Baker : Chris Phelps
- Tom Wopat : John Phelps
- Paige Turco (V.F. : Emmanuelle Bondeville) : Stacey Strobl
- Julie White (V.F. : Martine Irzenski) : le colonel Karen Bell
- Enver Gjokaj (V.F. : Ludovic Baugin) : le caporal Arenz
- Gordon Clapp (V.F. : Mario Pecqueur) : Tom Garrett
- James Castanien : Robert Orndoff
- Brendan Griffin : Major Thompson
- Sarah Thompson : Annie
- Matthew Morrison : Robert Rouse
- Ann Dowd : Gretchen
- John Bedford Lloyd : le général Kruger

Source et légende  : Version Française (V.F.) sur RS Doublage